# Сражение за Баликпапан (1945)
Сражение за Баликпапан или операция «OBOE-2» — операция австралийских и американских войск по освобождению города Баликпапан в Нидерландской Ост-Индии, проводившаяся 1 — 21 июля 1945 года, часть операции «OBOE».

## Предыстория
Баликпапан был захвачен японцами в январе 1942 года, и стал одним из важных центров нефтедобычи в Японской империи.

## Ход операции
В июле 1945 года Баликпапан был атакован австралийской 7-й дивизией, которой были приданы части 1-го армейского корпуса, а также отряды американских сапёров и рота нидерландской армии. С воздуха Союзников поддерживали Королевские ВВС Австралии, а также 5-я и 13-я воздушные армии США и авиация Корпуса морской пехоты США. Защищали Баликпапан 454-й отдельный пехотный батальон Императорской армии Японии и гарнизон военно-морской базы.
Союзники действовали по отработанной в ходе Тихоокеанской войны схеме. После нескольких дней интенсивных бомбардировок и обстрелов с моря, подавивших сопротивление на побережье, австралийские 18-я и 21-я бригады высадились на пляжах южнее города. 21-я бригада продвинулась на восток и захватила аэродром в Сепингганге, но 3 июля наткнулась на ожесточённое сопротивление японцев на рубеже реки Батакан-Кечил. 18-я бригада к 3 июля захватила город Баликпапан, после чего её сменила находившаяся в резерве 25-я бригада. 4 июля 18-я бригада преодолела японское сопротивление и продолжила наступление на восток, а 25-я бригада стала наступать на северо-восток в направлении Самаринды. К 21 июля крупномасштабные боевые действия завершились.

## Итоги
Сражение за Баликпапан стало одним из завершающих сражений Второй мировой войны. По окончании боёв австралийские части занимались патрулированием и «зачисткой» местности, а после капитуляции Японии были постепенно возвращены на родину.